# Zahrebellea, Hrebinka
Zahrebellea (în ucraineană Загребелля) este un sat în comuna Slobodo-Petrivka din raionul Hrebinka, regiunea Poltava, Ucraina.

## Demografie
Componența lingvistică a localității Zahrebellea
     Ucraineană (94,67%)
     Rusă (3,69%)
     Romani (1,64%)
Conform recensământului din 2001, majoritatea populației localității Zahrebellea era vorbitoare de ucraineană (94,67%), existând în minoritate și vorbitori de rusă (3,69%) și romani (1,64%).